# Isabella de Croÿ
Prințesa Isabella Hedwig Franziska Natalie de Croÿ (27 februarie 1856 – 5 septembrie 1931) a fost fiica lui Rudolf, Duce de Croÿ și a soției acestuia, Prințesa Natalie de Ligne.

## Biografie

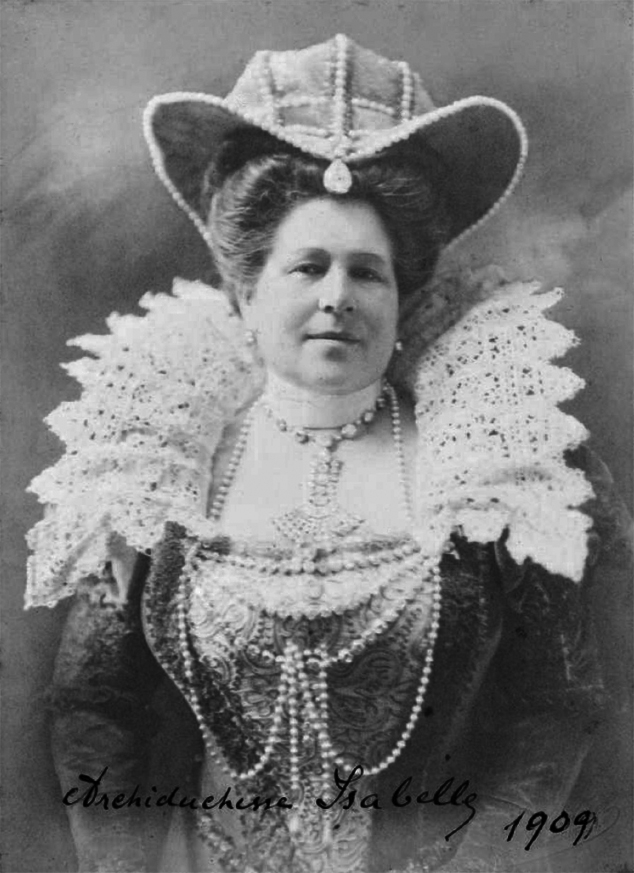
Arhiducesa Isabella în 1909

Prințesa Isabella s-a căsătorit cu Arhiducele Friedrich, Duce de Teschen la 8 octombrie 1878. Cuplul a avut opt fiice și un fiu.
La mijlocul anilor 1890, moștenitorul tronului Austro-Ungariei, Arhiducele Franz Ferdinand de Austria, a început să viziteze casa Isabellei și a lui Friedrich. La început s-a presupus că pentru a curta una dintre multele ei fiice. În cele din urmă, s-a descoperit că de fapt o curta pe contesa Sophie Chotek, o doamnă de onoare a Arhiducesei Isabella.
Isabella s-a înfuriat că Franz Ferdinand nu va alege pe una dintre cele opt fiice ale ei să devină mireasă și viitoare împărăteasă; ca urmare s-a angajat într-o luptă pentru a contracara căsătoria lui Franz Ferdinand cu Sophie. Sophie a fost demisă din serviciu, începând astfel un conflict în curs de desfășurare între Friedrich și Franz Ferdinand, care s-a căsătorit cu Sophie în 1900. Căsătoria a fost morganatică, nici unul dintre copiii ei nu putea să-i succeadă tatălui lor.
Zece ani mai târziu, Arhiducesa Isabella a jucat același scenariu când nepotul ei Karl a încercat să se căsătorească cu Nancy Leishman, încântătoarea fiică a ambasadorului SUA în Germania, John George Alexander Leishman. Ca și în cazul Sophiei Chotek, Arhiducesa a simțit că Nancy nu era suficient de aristocrată. Cu toate acestea, Karl și Nancy s-au căsătorit; astăzi nepotul lor este actualul Duce de Croÿ.
De asemenea, singurul ei fiu a făcut o căsătorie morganatică în 1930 cu Irene Dora Lelbach; cuplul nu a avut copii și au divorțat șapte ani mai târziu.
1. ↑  „Prințesa Isabella de Croÿ”, Gemeinsame Normdatei, accesat în 30 martie 2015